# (3133) Sendai
(3133) Sendai es un asteroide perteneciente al cinturón de asteroides, descubierto el 4 de octubre de 1907 por A. Kopff desde el Observatorio de Heidelberg-Königstuhl, Alemania.

## Designación y nombre
Designado provisionalmente como A907 TC. Fue nombrado Sendai en homenaje a Sendai ciudad japonesa.